# Aldo Rossi
Aldo Rossi (n. 3 mai 1931, Milano, Regatul Italiei – d. 4 septembrie 1997, Milano, Italia) a fost un arhitect și designer italian care a obținut recunoaștere internațională în patru domenii distincte: teoria arhitecturii, desenul, proiectarea, și proiectarea de produse.  A fost unul din reprezentanții de frunte ai mișcării postmoderne. 
Rossi a fost primul cetățean italian care a primit Premiul Pritzker pentru arhitectură. 

## Tinerețe
S-a născut la Milano, Italia . După educația timpurie în cadrul Ordinului Religios Somascan, a urmat Colegiul Alessandro Volta din Lecco. În anul 1949, a început studiile de arhitectură la Universitatea Politehnică din Milano, pe care le-a absolvit în anul 1959.
În anul 1955, a început să scrie pentru revista de arhitectură Casabella-Continuità, condusă de Ernesto Nathan Rogers. În anul 1959 a devenit redactor al revistei, poziție pe care a ocupat-o până în anul 1964, când Gian Antonio Bernasconi a devenit redactor șef. Rossi a continuat să lucreze pentru revista Società și Il_contemporaneo, făcându-l unul dintre cei mai activi participanți la dezbaterea culturală fierbinte a acelei perioade.
Articolele sale timpurii abordează arhitecți precum Alessandro Antonelli, Mario Ridolfi, Auguste Perret și Emil Kaufmann și o mare parte din acest material a devenit parte a celei de-a doua cărți editate de el, Scritti scelti sull'architettura e la città 1956-1972 ( Scrieri selecte despre arhitectură și oraș din 1956 până în 1972 ). Rossi s-a căsătorit cu actrița elvețiană Sonia Gessner, care l-a introdus în lumea filmului și a teatrului. Cultura și familia au devenit aspecte esențiale în viața sa. 

## Carieră
Și-a început cariera profesională la studioul lui Ignazio Gardella în anul 1956, mai apoi lucrând în studioul lui Marco Zanuso. În anul 1959 a deschis un birou de arhitectură propriu în Milano. În anul 1963, a început să predea, mai întâi ca asistent al lui Ludovico Quaroni, la școala de urbanism din Arezzo, apoi ca asistent al lui Carlo Aymonino la Institutul de Arhitectură din Veneția. În anul 1965, a fost numit lector la Universitatea Politehnică din Milano, iar un an mai târziu a publicat cartea L'architettura della città (Arhitectura orașului), care a devenit în scurt timp un clasic al literaturii despre arhitectură.
Cariera sa profesională, dedicată inițial teoriei arhitecturii și construcțiilor mici, a făcut un salt uriaș, atunci când Aymonino i-a permis lui Rossi să proiecteze o parte a complexului Monte Amiata, din cartierul Gallaratese din Milano. Clădirea de locuit din cartierul Gallaratese, propus de Rossi, este o structură enormă din beton armat, menită să asigure un loc de trai pentru 2 400 de persoane. Proiectul este caracterizat de forme primare simple și elemente repetitive în cadrul fasadei. În anul 1971, Rossi a câștigat concursul pentru extinderea cimitirului San Cataldo din Modena, proiect care l-a făcut renumit pe plan internațional.
După suspendarea din funcția de lector în Italia, în perioada problemelor politice, Rossi s-a mutat să predea la ETH Zurich, în Elveția, conducând catedra de design arhitectural din anul 1971 până în anul 1975.
În anul 1973, a fost director al Secției Internaționale de Arhitectură la cea de-a XV-a Expoziție Trienală din Milano. În anul 1975, Rossi a revenit la profesia didactică din Italia, predând compoziția arhitecturală la Veneția.
În anul 1979, a devenit membru al prestigioasei Academii Sfântul Luca. Între timp, a crescut un interes pe plan internațional pentru abilitățile sale. A predat la mai multe universități din Statele Unite, inclusiv la Cooper Union din New York și la Universitatea Cornell din Ithaca (statul New York). 
În anul 1981, și-a publicat autobiografia, Autobiografia scientifica (O autobiografie științifică). În același an, a câștigat primul premiu la concursul internațional pentru proiectarea unui bloc de apartamente la intersecția străzilor Kochstraße și Wilhelmstraße din centrul Berlinului.
În anul 1984, împreună cu Ignazio Gardella și Fabio Reinhart, a câștigat concursul pentru renovarea Teatrului Carlo Felice din Genova, care a fost finalizat abia în anul 
1991. În anii 1985 și 1986, Rossi a fost directorul celei de-a 3-a (respectiv a 4-a) Expoziții Internaționale de Arhitectură la Bienala de la Veneția.
În anul 1989, a continuat lucrările de proiectare a produselor pentru Unifor (acum parte a Molteni Furniture) și Alessi. Mașina de cafea espresso La Cupola, proiectată pentru Alessi, a apărut în anul 1988.
În anul 1990, a primit Premiul Pritzker.  Orașul Fukuoka din Japonia l-a onorat pentru munca sa la complexul hotelier The Palace. În anul 1991 a câștigat Medalia Thomas Jefferson în arhitectură publică de la Institutul American de Arhitecți. Aceste premii prestigioase au fost urmate de expoziții la Centrul Georges Pompidou din Paris, la Beurs van Berlage din Amsterdam, la Berlinische Galerie din Berlin și la Muzeul de Artă Contemporană din Gent, Belgia.
În anul 1996, a devenit membru de onoare al Academiei Americane de Arte și Litere, iar un an mai târziu a primit premiul cultural special pentru arhitectură și design. Rossi a murit la Milano, la 4 septembrie 1997, în urma unui accident de mașină. Post-mortem, a primit premiul Torre Guinigi pentru contribuția sa la studiile de urbanism și Premiul Seaside al Seaside Institute, Florida, unde a construit o casă în anul 1995.

## Lucrări

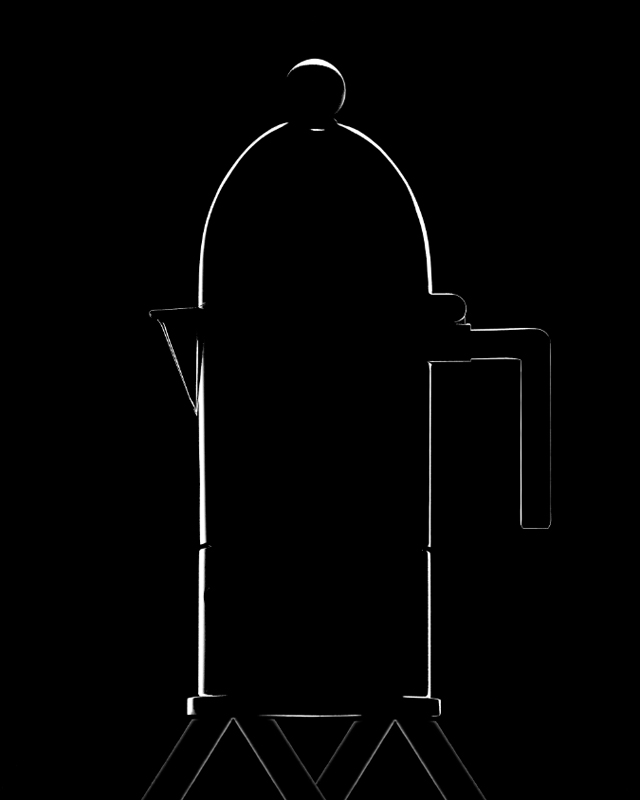
Aldo Rossi, La Cupola,Mașină de făcut espresso, 1988, produs de Alessi

Lucrările sale timpurii din anii 1960 au fost în mare parte teoretice și au prezentat o influență simultană a modernismului italian din anii 1920, a influenței clasiciste ale arhitectului vienez Adolf Loos și a reflecțiilor pictorului Giorgio de Chirico. O călătorie în Uniunea Sovietică, pentru a studia arhitectura stalinistă, a lăsat, de asemenea, o impresie marcantă asupra lui Rossi.
În scrierile sale, Rossi a criticat lipsa, în practica de arhitectură actuală, de înțelegere a orașului. El a susținut că un oraș trebuie studiat și valorificat drept ceva construit în timp; un interes deosebit reprezintă artefactele urbane care rezistă trecerea timpului. Rossi a susținut că orașul își amintește de trecutul său („memoria noastră colectivă”), și că noi folosim acea memorie prin monumente; adică monumentele dau structură orașului. Inspirat de persistența orașelor antice europene, Rossi s-a străduit să creeze structuri similare, imune trecerii timpului. 
A devenit extrem de influent la sfârșitul anilor 1970 și 1980, pe măsură ce numărul său de proiecte s-a extins, dar și pentru teoriile sale promovate în cărțile L'architettura della città (Arhitectura orașului, 1966) și Autobiografia scientifica (O autobiografie științifică, 1981) . Cel mai mare dintre proiectele lui Rossi, în ceea ce privește amploarea, a fost Cimitirul San Cataldo, din Modena, Italia, construcția căruia a început în anul 1971, însă care nu a fost finalizat conform planului inițial. Rossi s-a referit la acesta ca „oraș al morților”.
Independența distinctă a clădirilor sale se reflectă în micro-arhitectura produselor proiectate de Rossi.  În anii 1980, Rossi a proiectat mașini de făcut espresso din oțel inoxidabil și alte produse pentru Alessi, Pirelli, etc.

## Arhitectură
- 1960 Villa ai Ronchi în Versilia

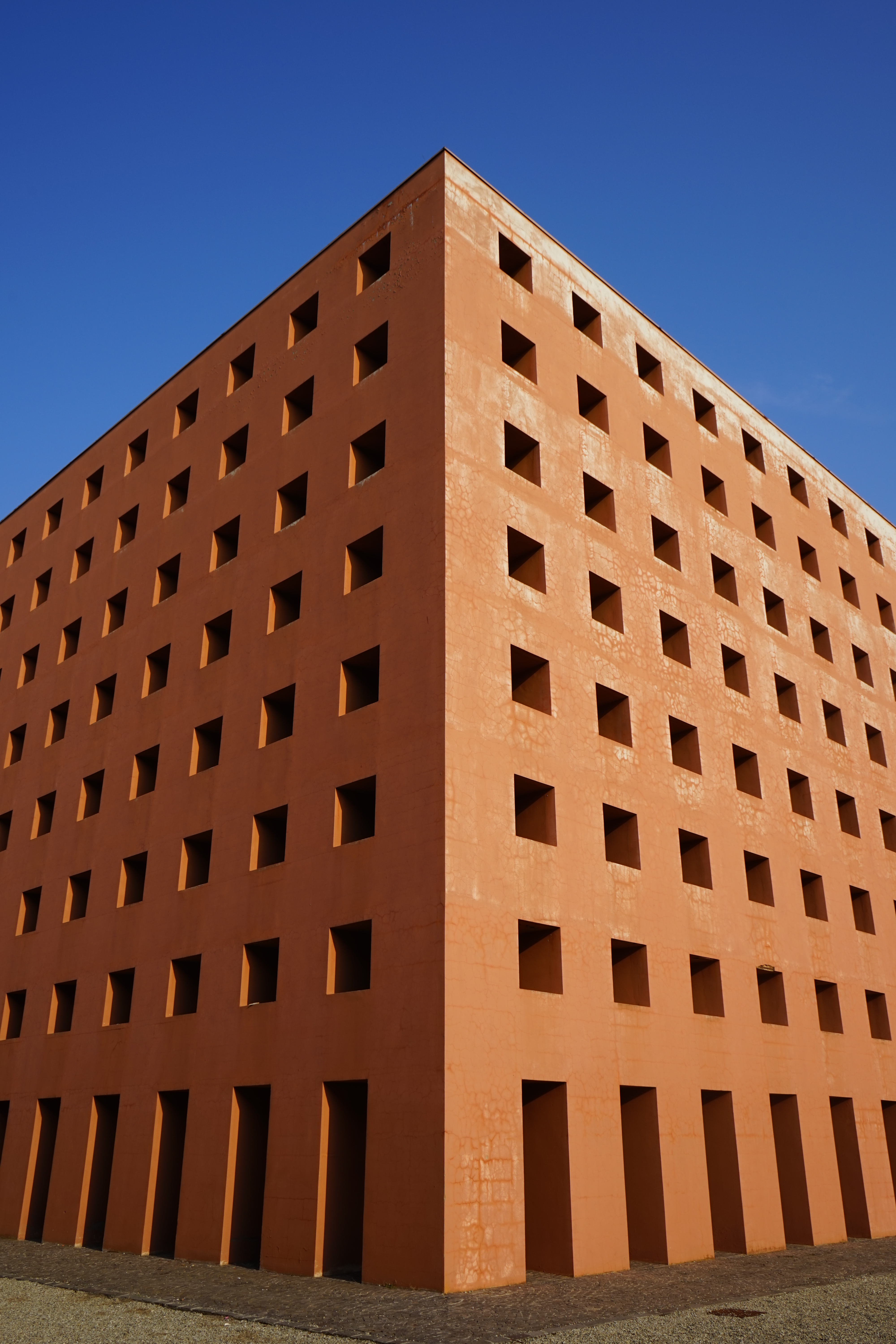
Cimitirul San Cataldo, 1971-1984, Modena, Italia

- 1962 Concurs pentru Monumentul Rezistenței din Cuneo
- 1964 Concurs pentru noul teatru Paganini și Piazza della Pilotta din Parma
- 1964 Podul pentru Trienala din Milano
- 1965 Fântână monumentală la Segrate
- 1966 Concurs pentru cartierul San Rocco din Monza
- 1967-74 Complexul Monte Amiata, Cartierul Gallaratese, Milano, cu Carlo Aymonino
- 1968 Proiectare pentru primăria din Scandicci
- 1971-84 Osariul și cimitirul San Cataldo din Modena
- 1972 Design pentru Primăria Muggiò
- 1972 Școala primară din Fagnano Olona
- 1973 Film documentar „Ornament și crimă” pentru Trienala din Milano
- 1974 Proiect pentru sediul consiliului regional și pentru un cămin pentru studenți în Trieste
- 1976 Proiect pentru un cămin pentru studenți în Chieti
- 1977 Proiectare pentru un centru de afaceri din Florența
- 1977 Case unifamiliale în Mozzo
- 1978 Teatrino scientifico
- 1979 Teatro del Mondo plutitor și Arcul de Triumf, ambele construite pentru Bienala de la Veneția
- 1979 Apartamente în Südliche Friedrichstadt pentru expoziția IBA 84 din Berlinul de Vest, Germania
- 1979 Centrul comercial Torri din Parma
- 1979 Școala medie la Broni, cu Arduino Cantafora
- Turnul monumental din 1979, Melbourne, Australia
- 1981-1988 Berlin Block pe Kochstraße la intersecția sa cu Wilhelmstraße din Berlin, Germania
- 1982 Sediul central al Fontivegge din Perugia
- 1982 House Pocono Pines, Muntele Pocono din Pennsylvania, SUA
- 1982 Cabinele din Insula Elba pentru Bruno Longoni
- 1983 Proiect pentru primăria din Borgoricco
- 1984-1987 Casa Aurora, sediul GFT Financial Textile Group, Torino
- 1984 Pregătirea evenimentului de modă masculină Pitti-Uomo de la Florența
- 1984-1991 Renovarea Teatrului Carlo Felice, Genova
- 1985 Pregătirea unui stand de expoziție comercială pentru GFT Financial Textile Group, Torino
- 1985 Clădire rezidențială în cartierul Vialba din Milano
- 1986-1989 Hotel Palace din Fukuoka, Japonia
- 1986 South Villette din Paris, Franța
- 1987 Lighthouse Theatre, Toronto
- 1988-91 Hotel Duca di Milano, MilanoCartierul Schützenstraße, 1994-1998, Berlin, Germania

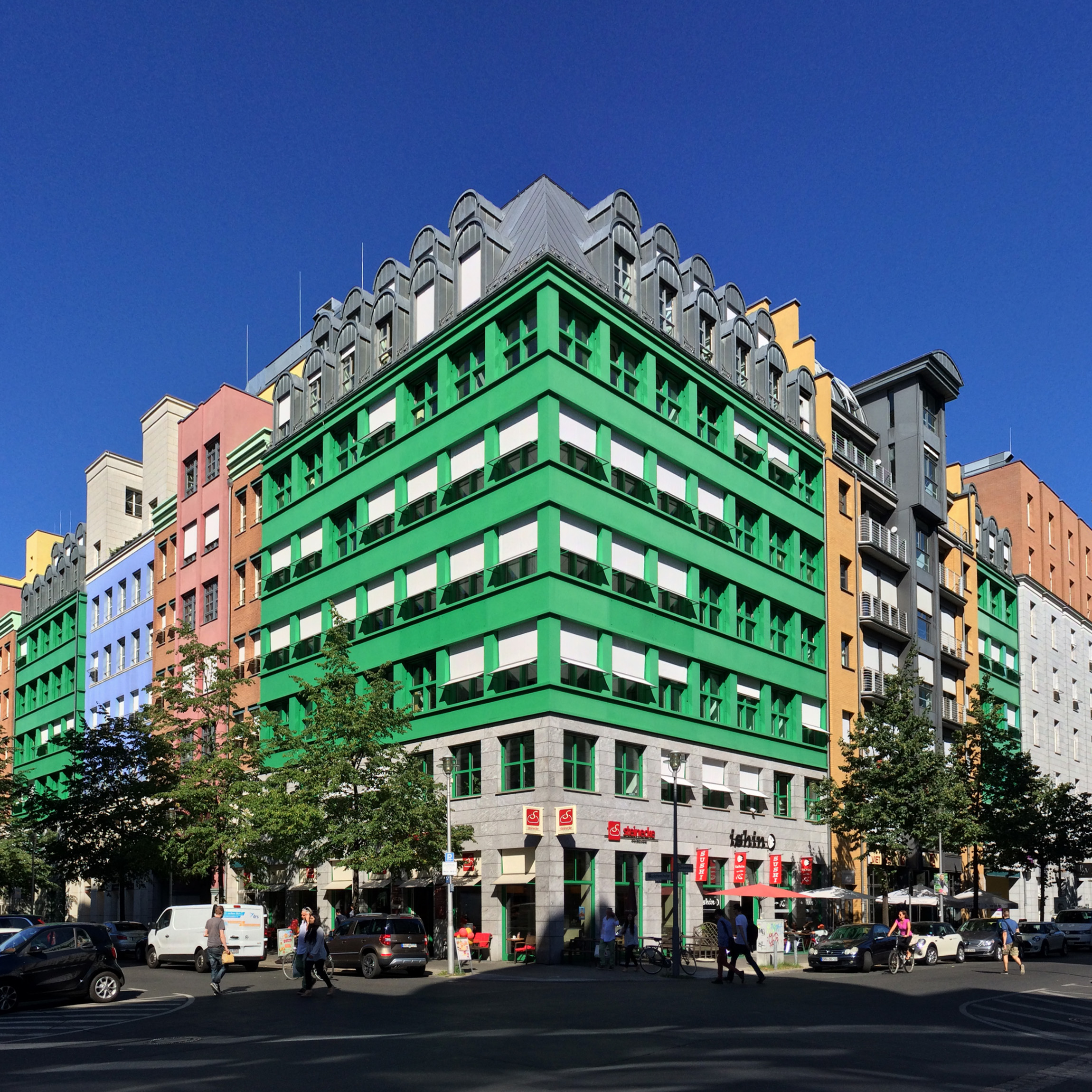
Cartierul Schützenstraße, 1994-1998, Berlin, Germania

- 1988-90 Monumentul lui Sandro Pertini, Milano
- 1989 de Lamel appartements, Haga, Olanda
- 1989 Plan urbanistic pentru zona urbană Pisorno, Tirrenia (Pisa)
- 1990-1992 Clădire rezidențială și fostă zonă industrială, Città di Castello
- 1990-1993 Casa Clubului de Golf Cosmopolitan din Tirrenia (Pisa)
- 1990 Complex social de sănătate în via Canova din Florența
- 1991 Clădire administrativă pentru Compania Walt Disney din Orlando, Florida
- 1991 Centru de artă contemporană pe insula Vassivière din Beaumont-du-Lac, Franța
- 1991 Reamenajarea fostei fabrici industriale de bumbac Cantoni din Castellanza ca campus principal al Universității Carlo Cattaneo
- 1991 Oficiu poștal și apartamente în apropierea orașului muzicii din Paris (arondismentul 19), Franța
- 1992 Reconstrucția Teatrului Carlo Felice din Genova cu Ignazio Gardella
- Dulap personal Florentin din 1993 pentru Bruno Longoni
- 1994-1998 Cartierul Schützenstraße, Berlin ( fotografii )Bonnefantenmuseum, 1995, Maastricht, Țările de Jos

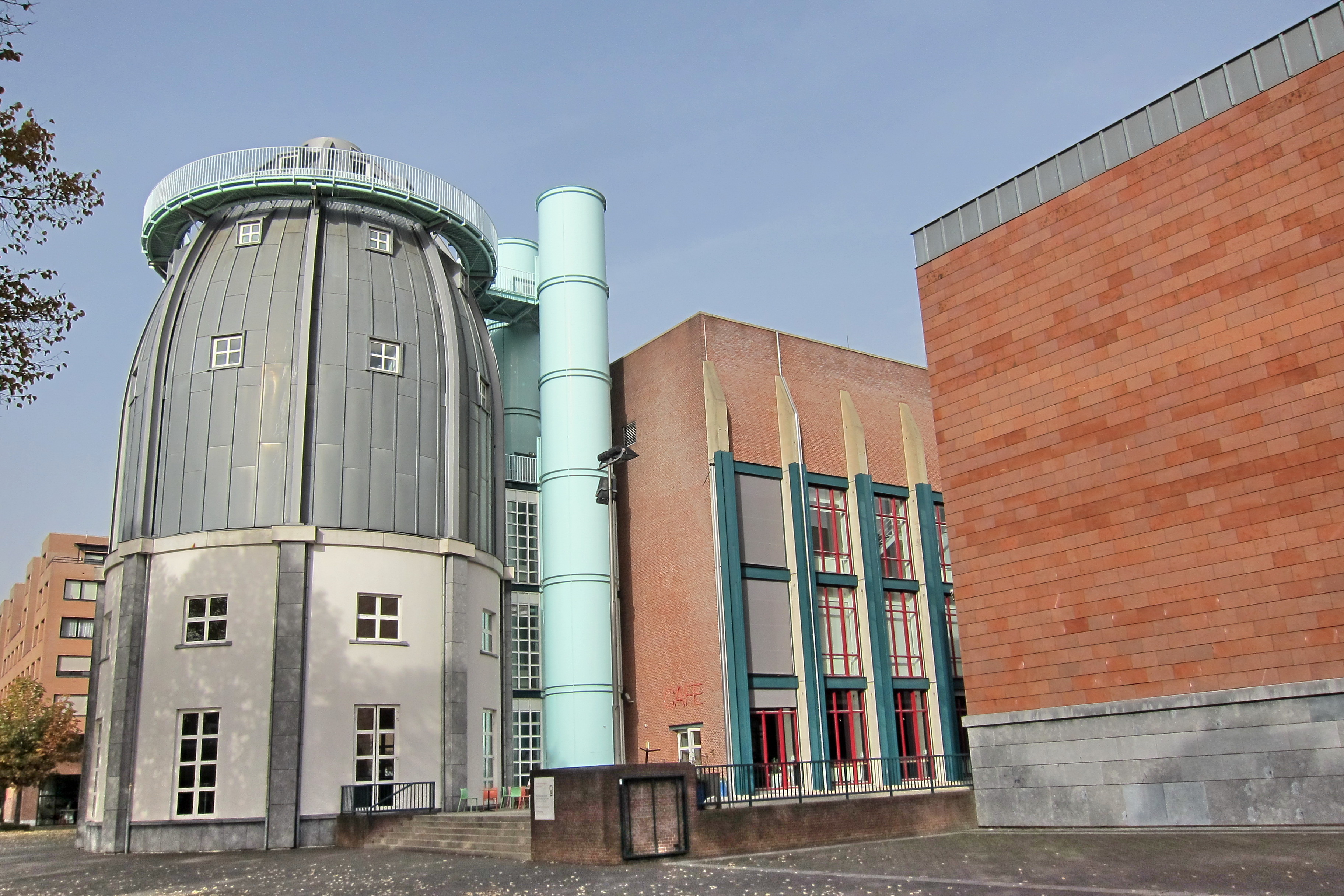
Bonnefantenmuseum, 1995, Maastricht, Țările de Jos

- 1995 Bonnefantenmuseum în Maastricht, Olanda
- 1995 Regenerarea fostei zone Kursaal din Montecatini
- 1996 Complex pentru o revistă din Berlin, Germania
- 1996 Ca 'di Cozzi [24] districtul central din Verona
- 1996-1998 Hotel Mojiko, Kitakyushu, Japonia
- 1997 Proiectare pentru cartierul Art Factory din Bologna
- 1997 Centrul comercial Terranova, Olbia, Sardinia
- 1999-2004 Recondiționarea Teatrului La Fenice, Veneția
- 2001 Sediul Scholastic Corporation, New York, SUA

## Design de produs
Pe lângă arhitectură, Rossi a creat design de produse, inclusiv:
- 1983 Teatro - scaun pentru Molteni Group, cu colaborarea lui Luca Meda;
- 1984 The Conical - mașină de făcut espresso și ceainic pentru Alessi
- 1987 Milan - scaun pentru Molteni Group;
- 1988 La Cupola - mașină de făcut espresso pentru Alessi;
- 1988 Il Conico - ceainic pentru Alessi;
- 1989 Paris - scaun pentru Unifor, actual parte din Molteni Group;
- 1989 Decartes - raft de cărți pentru Unifor, actual parte din Molteni Group;
- 1989 Consiglio - masă pentru Unifor, actual parte din Molteni Group;
- 1989 Moment - ceas pentru Alessi.

## Publicații
- L'architettura della città, Padova: Marsilio 1966.
- Scritti scelti sull'architettura e la città: 1956-1972, editat de R. Bonicalzi, Milano: ULC, 1975.
- Autobiografia scientifica, Parma: Practices, 1990.